# Bayerischer Platz
Bayerischer Platz è una piazza di Berlino, nel quartiere di Schöneberg.

Si trova al centro del "quartiere bavarese" (Bayerisches Viertel), così detto perché le strade che vi sfociano sono intitolate a località bavaresi e tirolesi (Landshuter, Westarp-, Salzburger, Innsbrucker-, Meraner e Aschaffenburger Straße).

## Storia
Inizialmente la piazza era conosciuta come piazza "Y". Solo in seguito ad una decisione della municipalità di Schöneberg, la piazza prese l'appellativo di Bayrischer, in onore dell'allora Regno di Baviera (Königreich Bayern), oggi Libero Stato di Baviera, uno degli attuali Bundesländer (stati federati) della Repubblica Federale di Germania. Nel 1908 la piazza venne rinnovata ed abbellita con aiuole, alberi, cespugli e panchine in legno, secondo il progetto di Fritz Enke e l'anno successivo si mutò anche la grafia del nome, che acquisì una e: Bayerischer. Le costruzioni che la circondavano erano originariamente state erette nel periodo tra il 1900 ed il 1914.
Bombardamenti ed incendi durante la seconda guerra mondiale cancellarono la zona verde e distrussero gran parte delle costruzioni circostanti. Nel febbraio del 1945 tre bombe d'aereo centrarono la stazione della metropolitana, proprio mentre vi si fermavano due convogli e vi furono 63 vittime. Dopo la rimozione delle macerie, sulla piazza era rimasto solo un chiosco di giornali.
Nel 1956 la viabilità venne modificata, cosicché oggi la Grunewaldstraße attraversa la piazza. L'opera di ricostruzione proseguì in quegli anni con una nuova disposizione dell'area a verde centrale apponendo anche quattro fontane artistiche, secondo un progetto di Karl-Heinz Tümler. La nuova stazione della metropolitana - quella d'origine risaliva al 1910 - venne realizzata come padiglione vetrato, nello stile del tempo, mentre i varchi aperti dalla guerra venivano un po' alla volta riempiti con nuovi edifici, tra il 1956 ed il 1958. La stazione stessa venne comunque eliminata nel 1967 per fare posto all'attuale costruzione, risalente al 1971.

## Cultura
Sulla piazza e nelle immediate vicinanze si affacciavano le abitazioni di molti artisti ed intellettuali, fra i quali Erich Fromm, Gottfried Benn, Eduard Bernstein, Arno Holz e Albert Einstein.